# الحصن (المهرة)

تعديل مصدري - تعديل

الحصن هي إحدى قرى عزلة الفيدمي بمديرية الغيظة التابعة لمحافظة المهرة، بلغ تعداد سكانها 148 نسمة حسب تعداد اليمن لعام 2004.